# Shahid Malik
Shahid Rafique Malik (ur. 24 listopada 1967 w Burnley) – brytyjski polityk Partii Pracy, deputowany Izby Gmin.

## Działalność polityczna
W okresie od 5 maja 2005 do 12 kwietnia 2010 reprezentował okręg wyborczy Dewsbury w brytyjskiej Izbie Gmin.